# 8793 Thomasmüller
8793 Thomasmüller là một tiểu hành tinh vành đai chính với chu kỳ quỹ đạo là 1472.7507363 ngày (4.03 năm).
Nó được phát hiện ngày 22 tháng 8 năm 1979.